# Saint-Fortunat
Saint-Fortunat es un municipio canadiense situado en la provincia de Quebec.

## Superficie
Saint-Fortunat tiene una superficie de 76,09 km².

## Demografía
En 2021, tenía 255 habitantes, una densidad poblacional de 3,4 hab./km², y 164 viviendas.